# Shamor
Shamor (Copsychus) är ett släkte i familjen flugsnappare inom ordningen tättingar. Idag omfattar släktet följande arter förekommande dels på Madagaskar och öar i Indiska oceanen, dels i södra Asien och Sydostasien:
- Indisk shama (C. fulicatus)
- Orientshama (C. saularis)
- Roststjärtad shama (C. pyrropygus)
- Madagaskarshama (C. albospecularis)
- Seychellshama (C. sechellarum)
- Filippinshama (C. mindanensis)
- Vitgumpad shama (C. malabaricus)
- Ceylonshama (C. leggei)
- Vitkronad shama (C. stricklandii)
- Maratuashama (C. barbouri) – troligen utdöd i det vilda
- Kangeanshama (C. nigricauda) – troligen utdöd i det vilda
- Andamanshama (C. albiventris)
- Javashama (C. omissus)
- Vitbrynad shama (C. luzoniensis)
- Visayashama (C. superciliaris)
- Palawanshama (C. niger)
- Svart shama (C. cebuensis)

Tidigare placerades indisk shama och roststjärtad shama i egna monotypiska släkten (Saxicoloides respektive Trichixos), men genetiska studier visar att de är en del av gruppen. 